# Ahau
Ahau —escrito también ajaw, de acuerdo con las normas ortográficas para las lenguas mayas empleadas en fuentes recientes o escrito ahaw en fuentes anteriores— es la denominación de la clase gobernante (los dignatarios) de las ciudades-estado de la cultura maya. Este término ha sido interpretado como un sinónimo de régule, señor, dirigente, rey o líder; pero este término abarca a todos los miembros de la casta gobernante, y no solo a un individuo. El título de ahau también le fue concedido a la casta sacerdotal maya. También fue el nombre del vigésimo día del calendario ritual de los mayas.

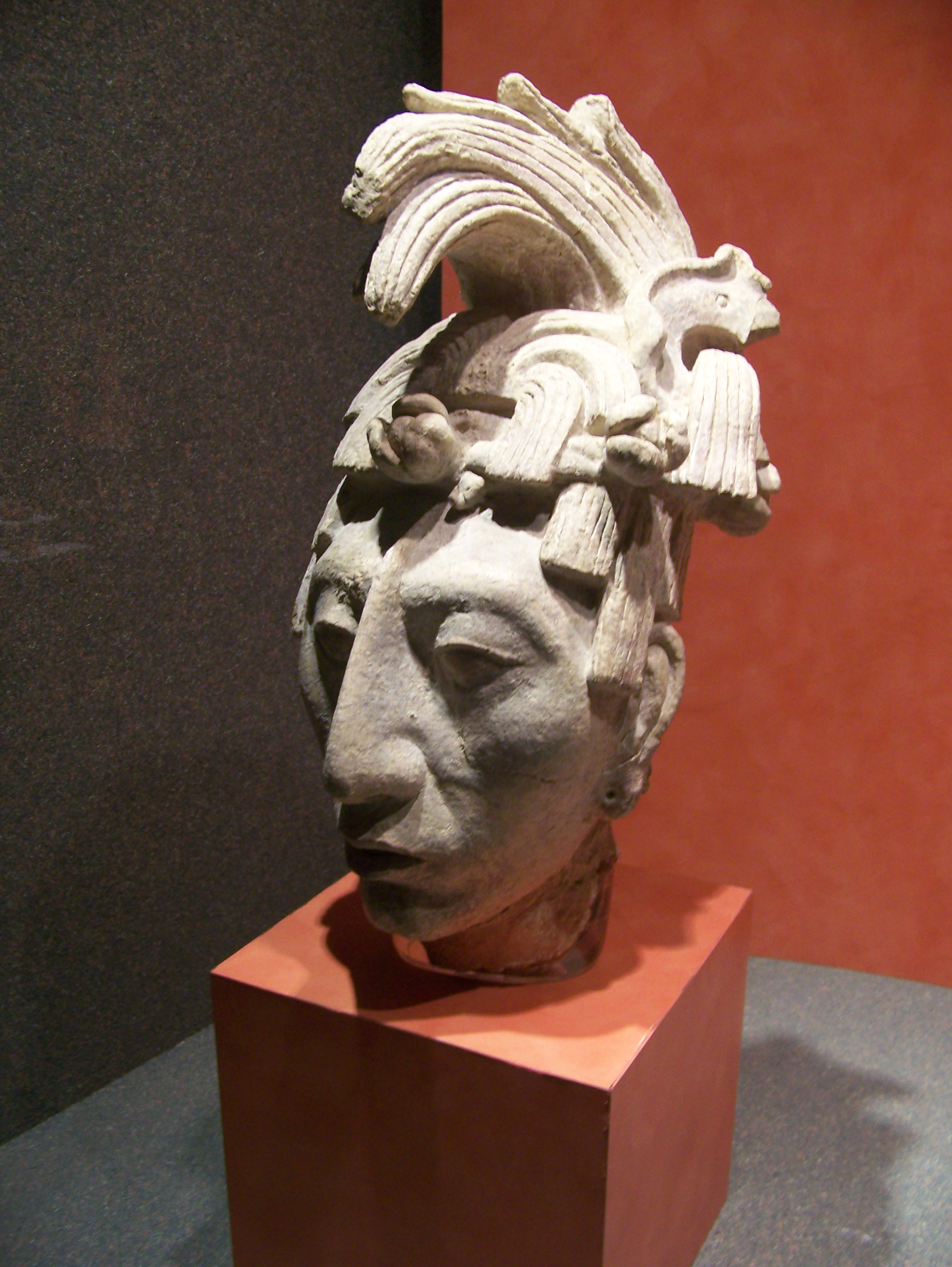
K'inich Janaab' Pakal, ahau de Palenque.

## Ahaucomo unidad de tiempo
Cronológicamente, dentro del ciclo maya, el Ahau es un ciclo compuesto por 13 katunes (93,600 kines/días o 256.28 años) o 260 Tunes (periodos de 360 días) o 360 Tzolkin. A su vez, 20 ciclos Ahau componen una de las capas del ciclo de la Cuenta larga. Por tanto, el Ahau es la veinteava parte de la Cuenta Larga y también es la centésima parte del ciclo de 5 cuentas largas [cita requerida].
| Glifos mayas para el kin (día solar) ahau. |
| ------------------------------------------ |

## Etimología e historia
La palabra proviene del maya clásico, y aún existe entre las actuales lenguas mayenses, con algunas variaciones de pronunciación o de escritura y en el sistema de escritura maya, el término ahau era escrito por medio de glifos.

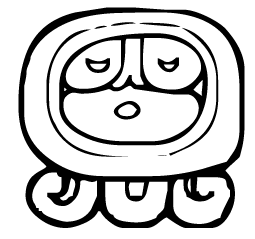
Logograma del vigésimo día nombrado del ciclo del calendario maya Tzolkin, Ajaw (esta versión es típica de muchas inscripciones monumentales)

Al final de la era preclásica, el término se refería a los soberanos mayas. En los tiempos clásicos, se afirmaba su sacralidad y a los soberanos se les llamaba k'uhul ajaw, la palabra k'uhul que significa más o menos "santo", "divino". Los hijos del soberano eran llamados ch'ok ajaw, es decir, "jóvenes señores", mientras que el heredero al trono era referido como b'aah ch'ok ajaw, es decir, "joven señor principal". Las inscripciones indican que algunos señores ocupaban una posición subordinada en comparación con un soberano más poderoso: la palabra ajaw está precedida por el sufijo y, yajaw que significa "ajaw de...". Los soberanos de ciertos superestados, como Tikal, están adornados con el título de kaloomte' u ochk'in kaloomte'. La palabra kaloomte' aún no se ha descifrado. Ochk'in kaloomte' significa "kaloomte occidental". Algunos autores creen que este nombre tiene la intención de recordar que la dinastía se origina en la prestigiosa ciudad de Teotihuacan, ubicada en el oeste del mundo maya. El termajaw simple, algo devaluado, sigue utilizándose para designar, en general, a un miembro de la nobleza.
En otras palabras, el título de kuhul ahau (señor divino) le era otorgado a un individuo con gran poder e influencia en la política maya. El poder y la influencia de un ahau variaba considerablemente, ya que el dominio de un solo individuo podía abarcar varias ciudades, y su influencia podía extenderse más allá de esta esfera. Este dominio podía también reconocérsele a su dinastía o a su ciudad.
El título de ahau también le fue otorgado a varias mujeres, a quienes se les anteponía el prefijo ix- ("mujer") a su título para indicar su sexo. 
Y la forma ajaw ha sido propuesta y aprobada en 1994 por la Academia de Lenguas Mayas de Guatemala, y ha sido adoptada por los mayistas contemporáneos. Antes esta normalización de las lenguas mayas, este término era normalmente escrito como ahau, derivado de las primeras transcripciones de textos en maya yucateco al español. La enciclopedia Yucatán en el Tiempo dice que según el Diccionario de Motul, ahau significa rey o emperador, monarca, príncipe o gran señor. Igualmente significa gibado o encorvado. Ahau es también el nombre de un día del calendario maya.